# Еллерштадт
Еллерштадт (нім. Ellerstadt) — громада в Німеччині, розташована в землі Рейнланд-Пфальц. Входить до складу району Бад-Дюркгайм. Складова частина об'єднання громад Вахенгайм-ан-дер-Вайнштрассе.
Площа — 6,34 км2. Населення становить 2411 ос. (станом на 31 грудня 2020).

## Галерея

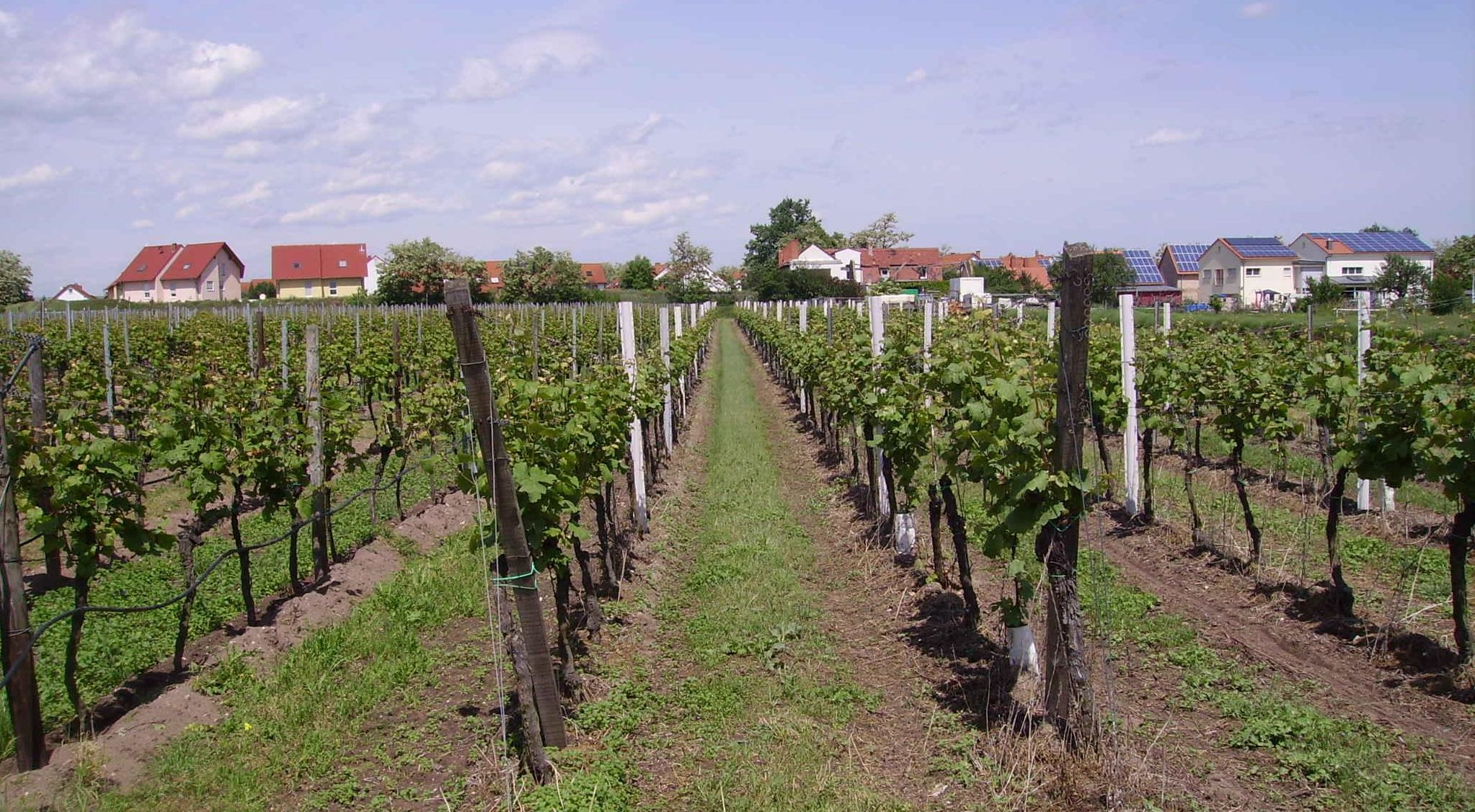
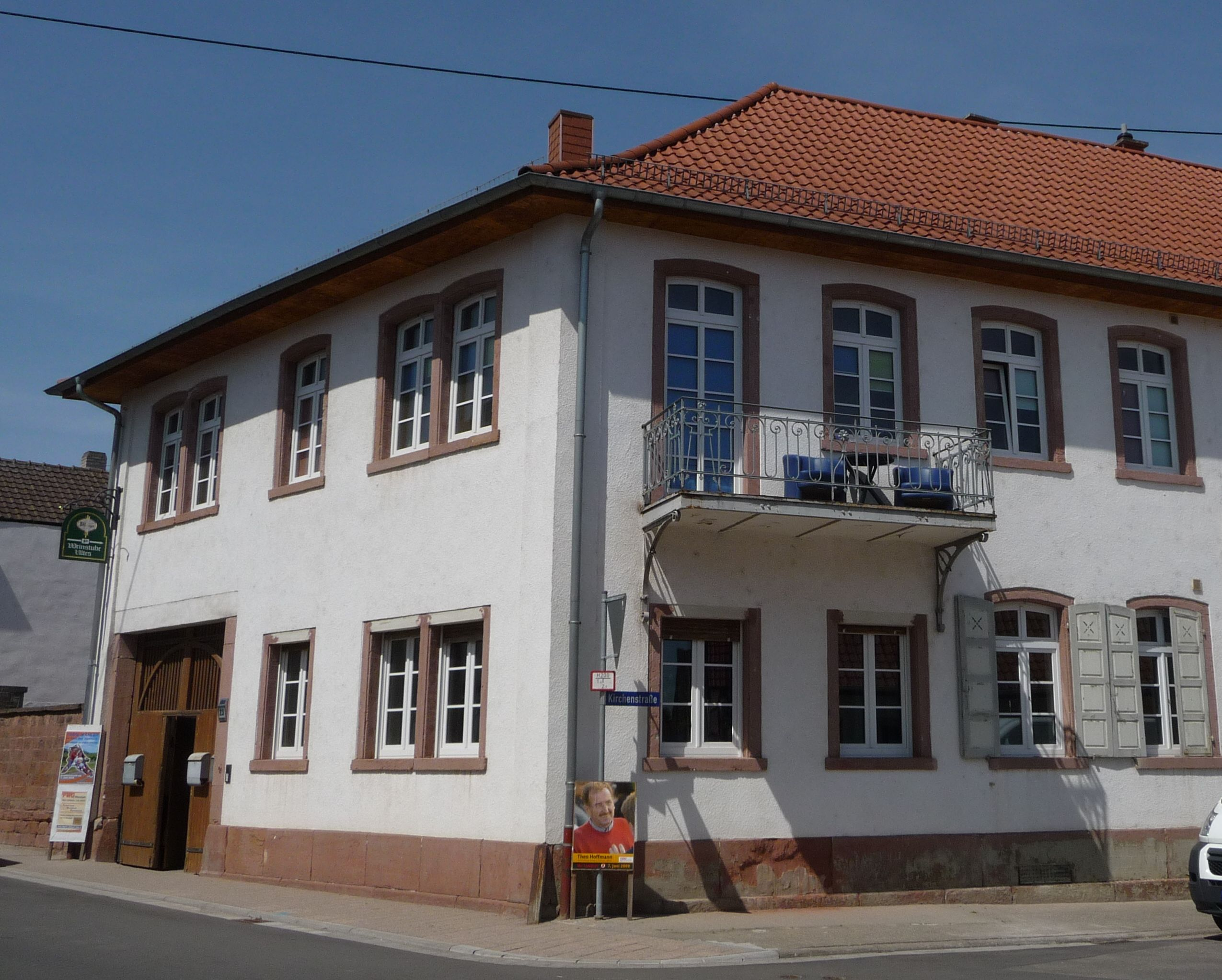